# Kees Kist
Cornelis (Kees) Kist (Steenwijk, 7 augustus 1952) is een voormalig beroepsvoetballer.

## Carrière
Kist startte zijn carrière bij sc Heerenveen. Bij deze club speelden toen reeds twee andere familieleden: zijn neef en bijna-naamgenoot Cees Kist ("grote Kees") en de verdediger Teun Kist. Kees Kist speelde daarna voornamelijk bij de Alkmaarse/Zaanse club AZ'67 (nu AZ geheten). Hij was de topschutter van AZ'67, dat in de zes seizoenen van 1976/77 tot en met 1981/82 altijd bij de eerste vier op de ranglijst eindigde in de eredivisie. Kist was een van de nationale topscorers.
Samen met de Oostenrijker Kurt Welzl en de Volendammer Pier Tol leidde hij AZ in aanvallend opzicht naar het kampioenschap in het seizoen 1980/81 (met twaalf punten voorsprong op Ajax en een veel beter doelsaldo (+71 tegen +34)), de 1980/81 (+15) en de UEFA Cup-finale 1980/81 (+21). Ook in 1977/78 en 1981/82 won Kist met AZ'67 de KNVB beker. Naast de aanvallers Kurt Welzl en Pier Tol, speelde Kist bij AZ'67 ook samen met onder anderen de middenvelders Peter Arntz en Jan Peters en centrumverdedigers Ronald Spelbos en John Metgod.
Kist was vermaard om zijn harde schot. Hij won er de Gouden Schoen mee (Europees topscorer) in het seizoen 1978/79 met 34 goals in de eredivisie en was daarmee de eerste Nederlandse voetballer die deze prijs won. Ook was hij twee keer Nederlands topscorer (1978/79, 1979/80). In de zomer van 1982 vertrok Kist naar Paris Saint-Germain. Tijdens de zomer van de Eredivisie 1982/83 was er een complete uittocht, want ook onder meer John Metgod, Ronald Spelbos, Jan Peters en Kristen Nygaard verlieten het tussen half 1976 en half 1982 zo succesvolle AZ'67. Eind zomer 1984 kwam hij terug bij zijn oude club AZ. Kist scoorde in totaal 212 goals in de eredivisie. Voor het Nederlands elftal scoorde hij in 21 interlands vier keer.

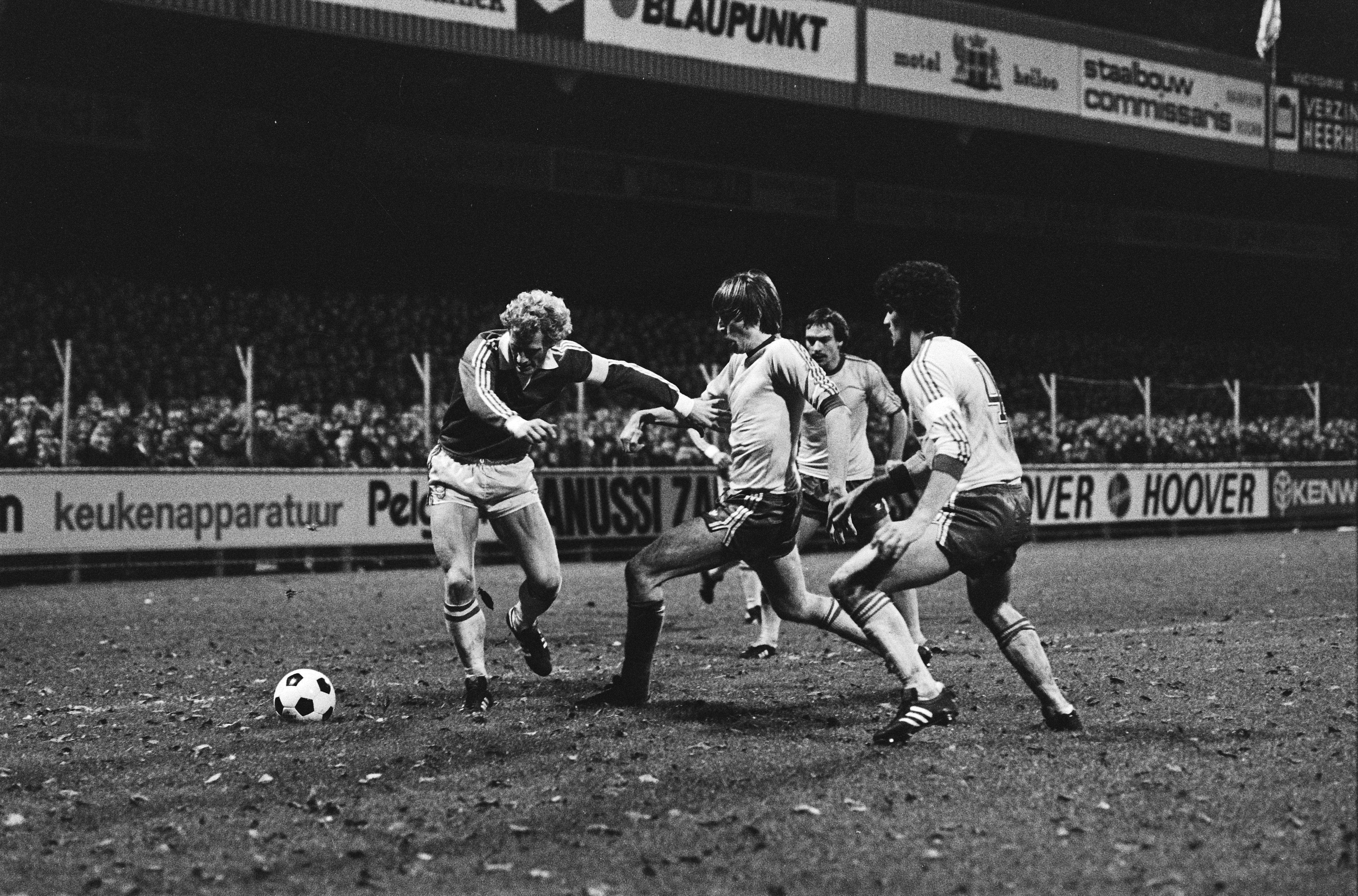
1979/80: 10/11/1979 AZ'67-Feyenoord 0-0. V.l.n.r.: aanvoerder Kees Kist (AZ'67), Ivan Nielsen, Jan van Deinsen en Michel van de Korput (allen Feyenoord). AZ'67 eindigde dit seizoen als 2de in de eredivisie, achter landskampioen Ajax. AZ'67 had overigens een iets beter doelsaldo dan Ajax (Ajax +36, AZ'67 +41). Kees Kist werd dit seizoen topscorer met 27 goals.

Na zijn voetbalcarrière ging Kist aan de slag als trainer van amateurclubs, waaronder HSV Hoek. In het seizoen 2009-2010 was hij hoofdtrainer van VV Tolbert.
Hij is rapporteur bij de Telegraaf en verkocht schoenen op de markt.
Het stadion van AZ kent een Kees Kist Lounge.

## Wedstrijdstatisieken
| Seizoen         | Club                | Land               | Competitie      | Competitie | Competitie | Beker | Beker | Internationaal | Internationaal | Totaal | Totaal |
| Seizoen         | Club                | Land               | Competitie      | Wed.       | Dlp.       | Wed.  | Dlp.  | Wed.           | Dlp.           | Wed.   | Dlp.   |
| --------------- | ------------------- | ------------------ | --------------- | ---------- | ---------- | ----- | ----- | -------------- | -------------- | ------ | ------ |
| 1970/71         | VV Heerenveen       | Vlag van Nederland | Eerste divisie  | 25         | 11         | 0     | 0     | –              | –              | 25     | 11     |
| 1971/72         | VV Heerenveen       | Vlag van Nederland | Eerste divisie  | 32         | 14         | 1     | 0     | –              | –              | 33     | 14     |
| Club totaal     | Club totaal         | Club totaal        | Club totaal     | 57         | 25         | 1     | 0     | –              | –              | 58     | 25     |
| 1972/73         | AZ'67               | Vlag van Nederland | Eredivisie      | 31         | 7          | 4     | 3     | –              | –              | 35     | 10     |
| 1973/74         | AZ'67               | Vlag van Nederland | Eredivisie      | 34         | 7          | 3     | 2     | –              | –              | 37     | 9      |
| 1974/75         | AZ'67               | Vlag van Nederland | Eredivisie      | 34         | 15         | 3     | 3     | –              | –              | 37     | 18     |
| 1975/76         | AZ'67               | Vlag van Nederland | Eredivisie      | 33         | 15         | 3     | 1     | –              | –              | 36     | 16     |
| 1976/77         | AZ'67               | Vlag van Nederland | Eredivisie      | 34         | 27         | 4     | 1     | –              | –              | 38     | 28     |
| 1977/78         | AZ'67               | Vlag van Nederland | Eredivisie      | 34         | 25         | 7     | 4     | 4              | 6              | 45     | 35     |
| 1978/79         | AZ'67               | Vlag van Nederland | Eredivisie      | 34         | 34         | 4     | 2     | 2              | 0              | 40     | 36     |
| 1979/80         | AZ'67               | Vlag van Nederland | Eredivisie      | 34         | 27         | 4     | 2     | –              | –              | 38     | 29     |
| 1980/81         | AZ'67               | Vlag van Nederland | Eredivisie      | 21         | 11         | 5     | 3     | 9              | 9              | 35     | 23     |
| 1981/82         | AZ'67               | Vlag van Nederland | Eredivisie      | 34         | 29         | 6     | 7     | 4              | 3              | 44     | 39     |
| Club totaal     | Club totaal         | Club totaal        | Club totaal     | 323        | 197        | 43    | 28    | 19             | 16             | 385    | 241    |
| 1982/83         | Paris Saint-Germain | Vlag van Frankrijk | Ligue 1         | 34         | 12         | 7     | 5     | 6              | 1              | 47     | 18     |
| Club totaal     | Club totaal         | Club totaal        | Club totaal     | 34         | 12         | 7     | 5     | 6              | 1              | 47     | 18     |
| 1983/84         | FC Mulhouse         | Vlag van Frankrijk | Ligue 2         | 27         | 10         | 7     | 2     | –              | –              | 34     | 12     |
| Club totaal     | Club totaal         | Club totaal        | Club totaal     | 27         | 10         | 7     | 2     | –              | –              | 34     | 12     |
| 1984/85         | AZ'67               | Vlag van Nederland | Eredivisie      | 32         | 11         | 1     | 0     | –              | –              | 33     | 11     |
| 1985/86         | AZ'67               | Vlag van Nederland | Eredivisie      | 17         | 4          | 1     | 0     | –              | –              | 18     | 4      |
| Club totaal     | Club totaal         | Club totaal        | Club totaal     | 49         | 15         | 2     | 0     | –              | –              | 51     | 15     |
| 1985/86         | sc Heerenveen       | Vlag van Nederland | Eerste divisie  | 7          | 5          | 0     | 0     | –              | –              | 7      | 5      |
| 1986/87         | sc Heerenveen       | Vlag van Nederland | Eerste divisie  | 32         | 12         | 1     | 2     | –              | –              | 33     | 14     |
| Club totaal     | Club totaal         | Club totaal        | Club totaal     | 39         | 17         | 1     | 2     | –              | –              | 40     | 19     |
| Carrière totaal | Carrière totaal     | Carrière totaal    | Carrière totaal | 529        | 276        | 61    | 37    | 25             | 17             | 615    | 330    |

- Competitie: Eredivisie, Eerste divisie, Ligue 1 en Ligue 2
- Beker: KNVB Beker en Coupe de France
- Internationaal: Europacup I, Europacup II en de UEFA Cup

## Citaten
- Citaten van Hans Kraay sr., aangaande het 4-4-2-systeem van AZ'67 in het seizoen 1980/81: "Een man, die zoveel jaren zoveel goals voor AZ heeft gescoord, absolute onzin dat Kist er niet altijd in stond." "Er was plaats voor een driemans-voorhoede Welzl-Kist-Tol in het elftal, in welke samenstelling dan ook. Dan maar een middenvelder minder, dat was geen probleem geweest. Heel fnuikend: een heel goede, ontevreden speler op de bank."
- Citaat van Kist: "... terwijl we met AZ toch heel mooi voetbal speelden, maar er was merkwaardig genoeg nooit veel waardering voor."

## Erelijst
AZ'67
- Landskampioen

1980/81
- KNVB beker

1977/78, 1980/81, 1981/82
 Paris Saint-Germain
- Coupe de France

1982/83